# Diddy-Dirty Money
Diddy-Dirty Money foi um grupo americano de de música R&B e Hip Hop pertencente nà Bad Boy Records. O grupo era formado pelo membro fundador, Diddy, a ex-membro do Danity Kane Dawn Richard e a cantora/compositora Kalenna Harper.

## História

### 2009-presente:Álbum de colaboração com Diddy
O primeiro álbum do grupo, Last Train to Paris, será lançado em 20 de Setembro de 2010. Diddy disse que o nome para o grupo "Dirty Money não é sobre o dinheiro da droga, dinheiro ilegal, ou qualquer coisa negativa" como Combs explicou. "Dirty Money é um olhar, um som, um movimento, [e] uma tripulação. Para o meu novo álbum, Last Train to Paris, eu queria fazer algo refrescante, algo único, transmitir algo para mim como um artista ... Eu sou jogador da equipa. Eu queria contar uma história de amor ... Eu não podia simplesmente dizer macho do meu ponto de vista."
Eles lançaram três singles até agora. "Angels" foi lançada em 3 de Novembro de 2009, embora a música vazou na Internet no início de Junho. A canção foi o single de estréia da banda, que contou com a voz do The Notorious BIG, e foi dirigido por Hype Williams. O segundo single da banda "Love Come Down" foi lançado mais tarde naquele dia (3 de Novembro). Em 13 de Novembro, uma nova canção de Dirty Money vazou para a Internet. A canção é chamada "Hurt" e tem a participação de Drake. O terceiro single da banda "Hello Good Morning", com a participação do rapper T.I., foi lançado em 30 de Março de 2010. Eles também fizeram um remix com Nicki Minaj e Rick Ross.
Em 24 de Julho de 2010, Diddy-Dirty Money realizou no Sun Life Stadium no postgame Baker Concrete Super Saturday seguindo as perdas 05/10 de Florida Marlins para o Atlanta Braves. O atendimento foi 30,245.

## Discografia

### Álbuns de Estúdio
Diddy-Dirty Money
- 2010: Last Train to Paris

### Singles

#### Com Diddy-Dirty Money
| Ano  | Canção               | U.S. 100 | U.S. R&B | U.S. Rap | RU | Álbum               |
| ---- | -------------------- | -------- | -------- | -------- | -- | ------------------- |
| 2009 | "Angels"             | 116      | 71       | -        | -  | Last Train to Paris |
| 2009 | "Love Come Down"     | -        | 62       | -        | -  | Last Train to Paris |
| 2010 | "Hello Good Morning" | 27       | 13       | 8        | 22 | Last Train to Paris |
| 2010 | "Hurt"               |          |          |          |    | Last Train to Paris |